# Cité Kurt

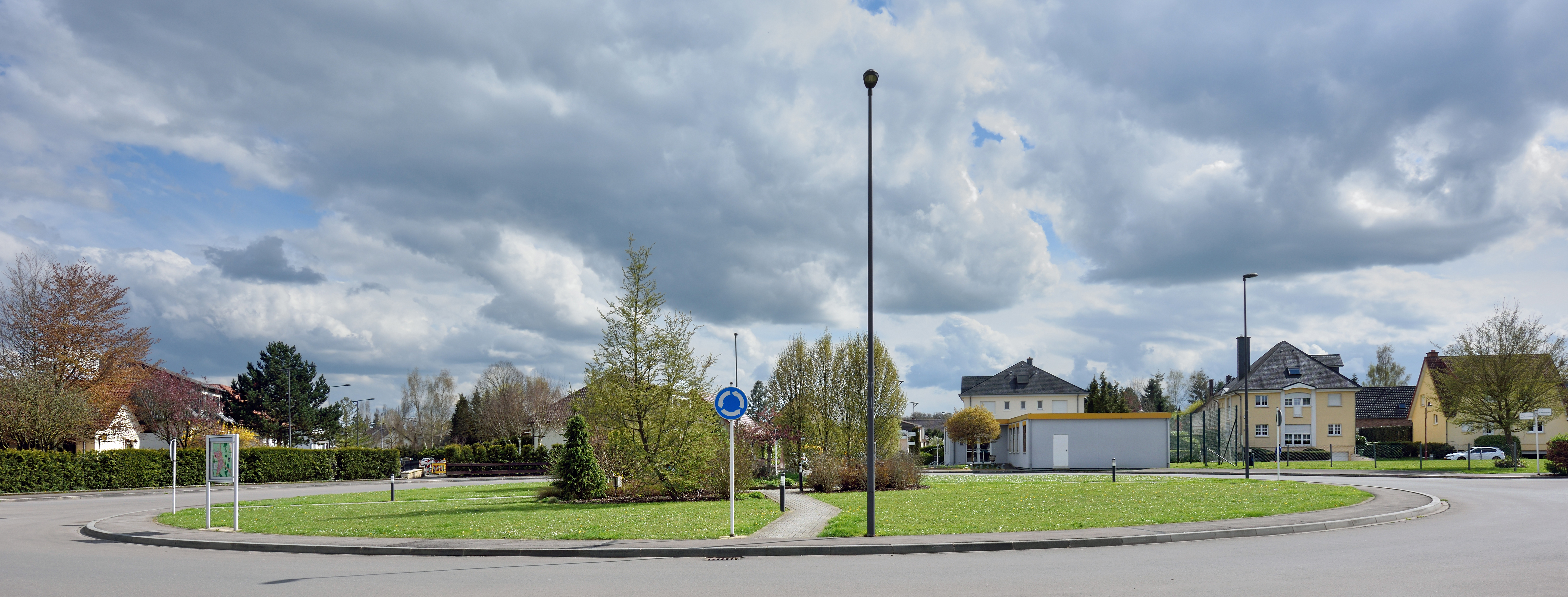
Rond-point Robert-Schuman à l'une des entrées de la cité Kurt

La cité Kurt (Cité Hierebësch en luxembourgeois) est une cité résidentielle d'environ 1 500 habitants construite des années 1970 jusque dans les années 1980-90. Elle se trouve partagée entre Olm et Capellen. Deux tiers se trouvent sur le territoire d’Olm (commune de Kehlen), l’autre tiers se trouvant à Capellen (commune de Mamer).